# Nahhunte
Nahhunte era el dios del sol de Elam. Aunque las pruebas de la existencia de templos dedicados a él y de ofrendas regulares son escasas, se le suele atestiguar en nombres teofóricos, incluidos los de miembros de familias reales elamitas.

## Nombre y personaje
Se conocen múltiples escrituras con su nombre. En los documentos elamita, las formas atestiguadas incluyen Nahhunte, Nahhute, Nahiti y dPÍR. Formas atestiguadas en los textos en acadio incluyen Naḫḫude, Naḫunde, Nanḫunde, dUTU y, exclusivamente en nombres teofóricos, -nande y -ḫundu. 
Según Matthew Stolper, el nombre Nahhunte es un sustantivo compuesto, pero su etimología precisa es imposible de determinar.  Propone que era un cognado, y posiblemente un homónimo, de la palabra elamita para el sol. En fórmulas de maldiciones, su nombre funcionaba como una metonimia para el sol mismo.
En los textos de Susa, Haft Tepe y Malamir el nombre del dios sol generalmente se escribía logográficamente como dUTU, y no está claro cuándo debe leerse como Nahhunte en lugar de Shamash. Es posible que en los textos legales, cuando dUTU aparece junto a Inshushinak, Ruhurater o Simut, el logograma debe leerse como Nahhunte.

## Culto
El testimonio más antiguo de Nahhunte es el "Tratado de Naram-Sin", en el que el nombre se escribe como Nahiti. Nahhunte aparece como el quinto de los testigos divinos invocados, justo antes de Inshushinak, y en el texto aparecen varias menciones más a él.
Nahhunte era adorado sobre todo en el oeste de Elam, en las proximidades de Susa, de forma similar a deidades como Pinikir, Manzat, Lagamal, Hadad y Shala,. Sin embargo, las referencias directas al culto de Nahhunte son raras en los textos conocidos. Por ejemplo, no hay pruebas de que se hicieran juramentos en su nombre, mientras que las ofrendas a él no figuran en ningún texto administrativo. No obstante, se conocen muchos nombres teofóricos que lo invocan, como atestiguan los textos elamitas, los textos de Elam escritos en acadio y los textos mesopotámicos escritos en acadio o sumerio. Tanto hombres como mujeres podían llevar nombres nahhunte. Algunos ejemplos son los reyes Shutruk-Nahhunte y Kutir-Nahhunte, así como Nahhunte-utu, esposa de Silhak-Inshushinak.
Attahushu, que reinó en el siglo XVIII a. C.  erigió una estatua dedicada a Nahhunte en un mercado para asegurarse de que los precios seguirían siendo justos.
Una inscripción de Silhak-Inshushinak menciona a Nahhunte, calificado como «señor que protege», después de Inshushinak, Kiririsha, Jumban y Nannar, siendo la última de estas deidades un nombre de Napir, dios elamita de la luna, derivado del Nanna mesopotámico.  El mismo rey utilizó el título único «siervo de Nahhunte, amado de Inshushinak». 
Existía un santuario  de Nahhunte en el complejo de templos construido por Untash-Napirisha en Choga Zanbil. Albergaba una estatua dorada del dios, según una inscripción del lugar dedicada conjuntamente a Nahhunte y al dios mesopotámico de la luna Sin. También se le adoraba en Gisat, un asentamiento situado probablemente en la región de Fahliyan, aunque el santuario local estaba dedicado a múltiples deidades, entre ellas Napirisha. Nahhunte aparece entre varias otras deidades en lo que se supone que son fórmulas de maldición o bendición en un documento neoelamita de esta localidad.
Nah, mencionada en los Tablillas de la Fortaleza de Persépolis, podría ser la misma deidad que Nahhunte según Wouter Henkelman.

## Recepción mesopotámica
Aunque la lista de dioses mesopotámicos An = Anum' menciona a Nahhunte, no aparece explícitamente como homólogo del dios del sol, Utu/Shamash, sino sólo como miembro de un grupo llamado los «Siete Divinos de Elam»" asociado con la diosa Narundi.
También está presente en dos conjuros, en uno como deidad relacionada con el parto y en otro posiblemente como demonio. Además, un comentario sobre el texto anterior lo identifica erróneamente como un dios lunar y a Narundi como una deidad solar, explicando sus nombres como, respectivamente, Sin y Shamash.